# گلیتسیان
گلیتسیان (به آلمانی: Gallizien) یک شهر در اتریش است که در Völkermarkt District واقع شده‌است. گلیتسیان ۱٬۸۲۵ نفر جمعیت دارد.